# Lovesongs (They Kill Me)
Lovesongs (They Kill Me) è un singolo del gruppo musicale tedesco Cinema Bizarre, pubblicato il 14 settembre 2007 come primo estratto dall'album d'esordio Final Attraction.

## Video musicale
È il primo video presente nel CD Final Attraction ed è stato girato da Marcus Sternberg. Nella clip i Cinema Bizarre si trovano in uno stanzone con dei manichini che a un certo punto prendono vita e infastidiscono l'headline del gruppo Strify, il quale cerca di svincolarsi. Nelle scene si vede anche uno dei manichini lacrimare.

## Tracce
1. Lovesongs (They Kill Me) – 3:43
2. She Waits for Me – 3:13
3. Lovesongs (They Kill Me) (Kyau e Albert Remix) – 6:36
4. Lovesongs (They Kill Me) (Instrumental version) – 3:43

## Formazione
- Strify – voce
- Yu – chitarra
- Kiro – basso
- Luminor – tastiere e voce d'accompagnamento
- Shin – batteria

## Classifiche

### Classifiche settimanali
| Classifica (2007-08) | Posizione massima |
| -------------------- | ----------------- |
| Austria              | 32                |
| Belgio (Vallonia)    | 67                |
| Francia              | 28                |
| Germania             | 9                 |
| Russia               | 48                |
| Ucraina              | 108               |

### Classifiche di fine anno
| Classifica (2008) | Posizione |
| ----------------- | --------- |
| Russia            | 150       |